# Корфанты, Войцех
Войцех Корфанты (пол. Wojciech Korfanty; 20 апреля 1873 года, Садзавка — 17 августа 1939 года, Варшава) — польский государственный и политический деятель, один из руководителей Третьего силезского восстания, депутат Рейхстага Германской империи и Сейма Польши I и II созывов.

## Биография

### Ранний период
Родился 20 апреля 1873 г. в посёлке Садзавка (сейчас в черте г. Семяновице-Слёнске) в семье шахтёра, при крещении получил имя Адальберт. В 1879 году поступил в народную школу в Семяновице, затем с 1885 года учился в Королевской гимназии в Катовице, где познакомился с будущим верхнесилезским политиком Константином Вольным. В школе вёл активную пропольскую деятельность, организовал тайный кружок, занимавшийся пропагандой польской культуры и литературы, принимал участие в собраниях, установил связи с деятелями великопольского региона Германской империи.
Из-за отрицательных высказываний об Отто фон Бисмарке 14 августа 1895 г. был отчислен из выпускного класса. Среднюю школу окончил экстерном в декабре 1895 года после вмешательства Юзефа Кросцельского, депутата Рейхстага от Великой Польши, и в том же году поступил в политехнический институт в Шарлоттенбурге. Осенью 1896 года перевёлся на Философский факультет Королевского университета в Бреслау. Проучившись два семестра в 1896—1897 учебном году, сделал двухлетний перерыв, во время которого работал репетитором у аристократа Витольда Юндзилло, зарабатывая на продолжение обучения. Восстановившись на том же факультете, занимался, в частности, политэкономией у профессора Вернера Зомбарта, с которым впоследствии сохранил контакт. В мае 1901 года перевёлся в Берлин, и, отучившись последний семестр, в августе окончил учёбу.
11 сентября 1902 года принял участие в собрании, призванном возродить Гимнастическое общество «Сокол» в Катовице, где большинством голосов был избран председателем организации.

## Политическая деятельность
В 1901—1908 годах был членом Национальной лиги, сотрудничал с Романом Дмовским. С 1901 года был главным редактором газеты «Górnoślązak». Уже в 1901 году был арестован за публикацию статей «Do Niemców» и «Do moich braci Górnoślązaków» и предстал перед судом в Познани. В ходе процесса настаивал, что статьи были направлены против шовинистов, но был осуждён на четыре месяца тюрьмы с отказом освобождения под залог. Срок отбывал в тюрьме во Вронках. Был освобождён в мае 1902 года. В 1907—1908 году отошёл от национал-демократического движения.
В мае 1909 года участвовал в создании филиала Польского демократического общества в Познани, призванного объединить демократические силы для защиты и развития польского национального духа в Германской империи.
В 1903—1912 и 1918 годах был депутатом Рейхстага и прусского Ландтага (1903—1918). В отличие от других силезских депутатов, входивших в парламентский клуб Немецкой партии «Центр», вступил в Польское коло. В 1905 году инициировал создание в Катовице печатного органа верхнесилезских национал-демократов «Polak», став его главным редактором и владельцем.
Из-за нападок политических противников и собственного окружения в 1912 году отказался выдвигать свою кандидатуру на выборах в Рейхстаг.
6 июня 1918 года выиграл дополнительные выборы в Рейхстаг с почти двукратным перевесом. Соперничая с Бенно Нелертом, получил поддержку в том числе немецкого населения несмотря на открытую поддержку отделения от Германской империи Силезии, Великой Польши и частично Поморья.
25 октября 1918 года демонстративно вышел из состава Рейхстага, потребовав присоединения к польскому государству всех польских земель, отошедших к Пруссии в результате разделов Польши, а также Верхней Силезии. В 1918—1919 годах был членом Верховного народного совета — правительства Великой Польши в период Великопольского восстания.

### Третье Силезское восстание
В 1920 году был назначен комиссаром по делам плебисцита в Верхней Силезии со стороны Польши. Неоднократно выступал на митингах, агитируя голосовать за Польшу. После неблагоприятной для поляков интерпретации результатов плебисцита инициировал и возглавил Третье силезское восстание.
Сам Корфанты не верил в успех восстания и видел в вооружённом выступлении проявление воли населения региона, которое должно было привлечь внимание Межсоюзнической комиссии, принимавшей решение о разделе территории плебисцита между Польшей и Германией. В связи с этим он распорядился приостановить боевые действия, хотя инициатива на фронте была на стороне поляков. В пользу такого решения говорит то, что повстанцы, успешно противостоявшие отрядам националистов, не выдержали бы столкновения с регулярной немецкой армией, а окончательное решение по вопросу раздела Силезии в любом случае принимала Межсоюзническая комиссия, и результаты боевых действий могли быть лишь дополнительным аргументом. Так или иначе, действия Корфанты привели к утрате повстанцами инициативы на фронте. В июле 1921 года он покинул Силезию, назначив в качестве преемника Юзефа Рымера, который вскоре возглавил Верховный народный совет в Верхней Силезии.

### В независимой Польше
Был членом наблюдательного совета Банка взаимного страхования «Vesta» в Познани. С 1922 по 1930 год был депутатом Сейма I и II созывов. В I созыве входил в клуб Христианско-национальной партии труда (ChNSP). 14 июля 1922 года, после провала формирования правительства Артура Сливиньского, Главной комиссией Сейма был назначен премьер-министром и составил кабинет, однако в результате протеста Юзефа Пилсудского и угрозы проведения всеобщей забастовки Польской социалистической партией не приступил к формированию правительства, а 29 июля комиссия отозвала его кандидатуру. С октября по декабрь 1923 года был в правительстве Витоса вице-премьером и советником от христианских демократов. 11 сентября 1924 года купил у Игнацы Падеревского газету Rzeczpospolita.

### Последние годы
В 1930 году вместе с депутатами Центролева был арестован и заключён в Брестскую крепость, однако в число обвиняемых в Брестском процессе включён не был.
После освобождения вернулся в Верхнюю Силезию, однако, будучи политическим противником воеводы Михала Гражиньского, жил под постоянной угрозой ареста. Был депутатом сейма Силезского воеводства и членом Сената Польши III созыва.
Весной 1935 года, опасаясь репрессий, уехал в Прагу, откуда не смог вернуться даже на похороны сына Витольда, поскольку правительство премьера Складовского отказалось предоставить ему гарантии неприкосновенности. После оккупации Чехословакии выехал через Германию во Францию. Был одним из основателей выступавшего против санации объединения Front Morges, а затем организатором и председателем Партии труда, объединившей христианских демократов и Национальную рабочую партию.
В апреле 1939 года, после разрыва Третьим Рейхом декларации о неприменении силы, вернулся в Польшу, однако несмотря на желание бороться с немцами был арестован и заключён в варшавскую тюрьму Павяк. Несмотря на протесты общественного мнения, провёл там почти три месяца. 20 июля 1939 года был освобождён по болезни, вероятно, чтобы предотвратить смерть в тюрьме.
Скончался в больнице в Варшаве утром 17 августа 1939 года. 20 августа 1939 года был похоронен в семейном склепе в Катовице. По одной из версий был умышленно отравлен парами мышьяка, которыми были пропитаны стены камеры.

## Семья
Был женат на продавщице бытомского универмага Эльжбете Шпротувне. Перед свадьбой, назначенной на 1 июля 1903 года, настоятель Костела св. Троицы отказал в проведении обряда венчания, потребовав принести извинения пронемецким священникам (Корфанты публично критиковал их, в частности, за практику отказа в отпущении грехов прихожанам, читающим пропольскую прессу). Отказ, возможно, был инициирован кардиналом Георгом Коппом, возглавлявшим вроцлавскую епархию. Корфанты отказался принести извинения, уехал с невестой в Краков и, прожив необходимые по закону шесть недель в Австро-Венгрии, 5 октября 1903 года обвенчался при поддержке краковского клира в костёле св. Креста.
В семье родилось четверо детей: Витольда (1910—1938), Збигнев (1905—1970 в Далласе), Хальжка (?-1990 в Бостоне) и Мария (1908-06.10.1996 в Нью-Йорке). Дети покинули Польшу в 1939 году, жили в Канаде и Великобритании.
Жена в 1945 году вернулась в Польшу и поселилась в Катовице у сестёр. Умерла 8 января 1966 года, похоронена вместе с мужем.

## Награды
- Орден Белого орла — 1997 (посмертно)
- Крест храбрых (четырежды) — 1922

## Память
Памятники Войцеху Корфанты установлены в городах Катовице, Жоры, Вроцлав и Семяновице-Слёнске.
Его именем названы бронепоезд и бронеавтомобиль Korfanty, применявшиеся в ходе Третьего силезского восстания, город Корфантув в Опольском воеводстве, площади в городах Водзислав-Слёнски, Милич и Тыхы, аллеи в городах Катовице, Гливице и Забже, районы в городах Семяновице-Слёнске и Жоры, а также улицы во многих городах Польши.